# Quercus depressa
Quercus depressa és una espècie de roure de la família de les Fagàcies. Està classificada en la secció Lobatae; del roure vermell d'Amèrica del Nord, Amèrica Central i el nord d'Amèrica del Sud que tenen els estils llargs, les glans maduren en 18 mesos i tenen un sabor molt amarg. Les fulles solen tenir lòbuls amb les puntes afilades, amb cerres o amb pues en el lòbul. És un arbre endèmic de Mèxic.

## Taxonomia
Quercus depressa va ser descrita per Humb. i Bonpl. i publicat a Plantae Aequinoctiales 2: 50, pl. 92. 1809.
Etimologia
Quercus: nom genèric del llatí que designava igualment al roure i a l'alzina.
depressa: epítet llatí que significa "deprimit".
Sinonímia
- Quercus laurina M.Martens & Galeotti
- Quercus subavenia Trel.[3][4]